# تاریخ گاه‌شماری ایرانی
تاریخ گاه‌شماری ایرانی به بیش از چهارهزار سال پیش بازمی‌پردد. با گذر زمان و در طول تاریخ گاه‌شماری در ایران تغییرات زیادی در خودش دیده است.
گاه‌شماری ایرانی که یکی از طولانی‌ترین سوابق گاه‌شماری در تاریخ بشر است، بارها برای اهداف اداری اصلاح شده است. ایرانیان در طول تاریخ نظام خورشیدی را برای گاه‌شماری‌ها بکار می‌بردند. حدود ۲۵۰۰ سال پیش، یعنی بعد از میلاد زرتشت و شکل‌گیری حکومت هخامنشیان، گاه‌شماری در ایران تغییراتی کرد. با گسترش آیین زرتشت، گاه‌شماری زرتشتی در ایران رسمیت یافت. تغییرات گاه‌شماری در طول دوره پیش‌از اسلام، ادامه یافت و با ورود اسلام به ایران، برای قرن‌ها گاه‌شماری قمری در کنار گاه‌شماری خورشیدی کاربرد داشت. با توجه به نیاز اجتماعی و اقتصادی جامعه و همچنین پیشرفت علوم در دوره اسلامی، دانشمندان ایرانی زیادی دست به مطالعه و اصلاح گاه‌شماری زدند. خیام با ارائه گاه‌شمار جلالی که دقیق‌ترین نظام گاه‌شماری خورشیدی است، گام بزرگی در این راستا برداشت. در ادامه دوره اسلامی نیز گاه‌شماری ایرانی با دگرگونی‌های زیادی روبرو بود و انواع نظام‌های گاه‌شماری به صورت گسترده یا محدود در ایران کاربرد داشت. در در ابتدای قرن چهاردهم هجری خورشیدی، گاه‌شماری رسمی ایران که یکی از پیشرفته‌ترین و دقیق‌ترین و منظم‌ترین نظام‌های گاه‌شماری است، با تصویب مجلس شورای ملی ایران کاربرد سراسری یافت.

## پیش‌درآمد
تاریخ گاه‌شماری ایران به پیش از ورود اسلام و پس از آن تقسیم می‌شود. پیش از ورود اسلام تقویم باستانی خورشیدی رسمیت داشته و پس از ورود اسلام ضمن نگاهداشت سنت باستانی تقویم و سالشمار خورشیدی و اصلاح محاسباتی، بتدریج تقویم هجری قمری کاربرد غالب یافته و از قرن نهم قمری تا یک سده پیش تقویم رسمی بوده است، تقویم خورشیدی سنتی با رسیدن به کمال خود، از یک سده پیش تا کنون تقویم رسمی ایران گردیده است.

## دوره باستان

### پیش از هخامنشیان
قدیمی‌ترین تقویم پیش از هخامنشیان با بنای اقتصاد کشاورزی ایرانیان و نیاز به تعیین فصول، تقویمی فصلی بوده است که بخصوص از سوی ساکنان غربی ایران متأثر از تقویم بابلیان، خورشیدی-قمری بوده که تا زمان هخامنشیان نیز مرسوم بوده است. از آثار نوشتاری باستانی برمی آید که ایرانیان آغازین از تقویم ۳۶۰ روزه بر پایه تقویم بابلی استفاده می‌کردند که با اعتقادات و نام‌های پارسی هماهنگ شده بود و ماه‌ها بر اساس اشکال ماه به دو یا سه بخش تقسیم می‌شدند. ۱۲ ماه سال مطابق با جشن‌های گوناگون یا فصول زراعی-شبانی نامگذاری شده بودند. هر ۶ سال یکبار ماه سیزدهمی هم برای نگاهداشت سال خورشیدی با گردش ماه‌های قمری به این تقویم اضافه می‌شد. همچنین به استناد نوشته‌های ابوریحان بیرونی، در نواحی شرقی ایران تقویمی خورشیدی شبیه به تقویم زرتشتی، با هر ماه سی روزه، با کبیسه یکماه در هر شش سال (جبران ۵ روز افزوده سال) و مضافاً کبیسه یکماه در هر ۱۲۰ سال (جبران شش ساعت کسر سال) مرسوم بوده است.
پژوهش‌ها و یافته‌ها نشان می‌دهد که انواع گاه‌شماری رسمی و محلی در ایران کهن معمول بوده است. ابوریحان بیرونی در آثار الباقیه عن القرون الخالیه دربارهٔ پیشدادیان، کهن‌ترین دودمان ایرانی بنابر تاریخ ترادادی، سخن می‌گوید. بنا به نظر بیرونی، پیشدادیان سال را ۳۶۰ روز می‌گرفتند و ماه را ۳۰ روز. هر ۶ سال یک ماه اندرهلی برای کبیسه‌گیری داشتند و هر ۱۲۰ سال دو ماه اندرهلی، یکی برای ۵ روزهای رها کرده و دیگری برای یک‌چهارم روزهای فروهشته.

### دوره هخامنشی
تقویم رایج در اوایل حکومت شاهنشاهی هخامنشیان به نام گاه‌شماری پارسی قدیم یا فرس هخامنشی معروف بوده است. کتیبه‌های باقی مانده از داریوش بزرگ در کوه بیستون در کرمانشاه و سایر فرمان‌های شاهان هخامنشی ما را از تقویم رسمی امپراتوری ایران و چگونگی اصول زمان‌سنجی در آن روزگار آگاه می‌سازد. متن این کتیبه‌ها و محتوای فرمان‌ها نشان می‌دهد که ایرانیان قدیم سال را به دوازده ماه تقسیم می‌کردند و فصول را می‌شناختند.
روایت است که داریوش بزرگ دو نفر ستاره‌شناس نامدار کلدانی به نام‌های نبوریمنو و کیدینوس را جهت اصلاح این تقویم به ایران دعوت کرد و ایشان با آشنایی به دانش نجوم یک سال خورشیدی را برابر با ۳۶۵ روز و ۶ ساعت و ۱۵ دقیقه و ۴۱ ثانیه معین نمودند. به احتمال قوی سال و ماه ایرانیان را با اصول سال و ماه بابلی تنظیم کردند. این تقویم که قدیمیترین نمونه زمانسنجی در ایران است، تا زمانی که گاه‌شماری زرتشتی در ایران گسترش یافت، تقویم رسمی کشور بوده است.
بر اساس متون گلی تخت جمشید احتمال داده می‌شود که آغاز سلطنت هر پادشاهی، مبدأ تاریخی هر دوره گاه‌شماری محسوب می‌شده است. آغاز سال با آغاز پاییز و برگزاری جشن میتراکانا که در پارسی نو به ان جشن مهرگان می‌گوییم بود. سال به چهار فصل سه‌ماهه تقسیم می‌شد و هر ماه ۳۰ روز بوده است.

### گاه‌شماری زرتشتی
بعد از پادشاهی داریوش بزرگ، گاه‌شماری زرتشتی در ایران گسترش یافت. این گاه‌شماری تقویم دینی مزدیسنا یا گاه‌شماری اوستایی نیز نامیده می‌شود. واحدهای تقسیم زمان این گاه‌شماری مانند روز، برج، فصل و سال در این گاه‌شماری، بر اساس باورها، آیین‌ها و اسطوره‌های مذهبی زرتشتی است و بنابر نیازهای دینی زرتشتی و انجام مراسم و فرایض دینی زرتشتیان بنا شده است.

#### گاه‌شماری اوستایی کهن
گاه‌شماری اوستایی کهن بر اساس اوستا است. گمان می‌رود که سال و ماه اوستایی قدیم در همان ناحیه‌ای که اوستا و مخصوصاً قسمت قدیم آن گات‌ها سروده شده و محل ظهور زرتشت به ظن قوی در مشرق ایران در خوارزم بوده است، در زمان خود زرتشت یا حتی قبل از آن مستعمل بوده است.
این گاه‌شماری مبنی بر سالی است که به شش فصل غیرمتساوی یعنی ۴۵ روزه و ۶۰ روزه و ۷۵ روزه و ۳۰ روزه و ۸۰ روزه و باز ۷۵ روزه که جمعاً ۳۶۵ روز می‌شود، تقسیم می‌شده است و آن فصول را به اصطلاح متداول گاه می‌خواندند و پنج روز آخر هر یک از این فصول را عیدی به اسم گاهنبار می‌گرفتند. به سبب اهمیت این اعیاد دینی، مواقع آن‌ها در سال به دقت تمام در مواضع نجومی آن‌ها نگاه داشته می‌شد.
این گاه‌شماری با گاه‌شماری اقوام هندواروپایی و هندوایرانی روابطی داشته است. اما پس از انتشار آریاها در سرزمین‌های مختلف با شرایط اقلیمی و طبیعی متفاوت این هماهنگی برحسب و توافق شرایط جدید دیگرگونی یافت. چون آریاهای هندوایرانی مدت‌های درازی باهم بودند، همسانی و همانندی در گاه‌شماری آن‌ها نیز به چشم می‌خورد. بخصوص بین گاه‌شماری اوستایی قدیم و گاه‌شماری هندی موارد مشابه بسیاری دیده‌می‌شود.

#### گاه‌شماری اوستایی نو
گاه‌شماری اوستایی نو جایگزین گاه‌شماری اوستایی کهن شد. به گفتهٔ بیشتر پژوهش‌گران این گاه‌شماری در زمان هخامنشیان رایج شد و آن را متأثر از گاه‌شماری مصری می‌دانند. تاریخ رواج آن را ۴۴۱ پیش از میلاد در دوران اردشیر درازدست می‌دانند بنا به قرائن این گاه‌شماری در دوران اشکانیان هم متداول بوده، اما بیشترین اطلاعات پیرامون آن از عهد ساسانی به بعد است.
در زمان ساسانیان این گاه‌شماری به دو گونهٔ کاربرد داشته است:
1. گاه‌شماری عرفی یا سیار: این گاه‌شماری ناقص و برای کاربرد مردم بود. دراین گاه‌شماری، یک سال ۳۶۵ روز بود و دارای ۱۲ ماه سی‌روزه و ۵ روز اضافه بود که به این پنج روز اضافه اندرگاه گفته‌می‌شود. در این گاه‌شماری کسر تقریباً معادل یک‌چهارم روز به حساب نمی‌آمد. از این رو این گاه‌شماری هر چهار سال یک روز عقب می‌افتاد.
2. گاه‌شماری بهیزکی: گاه‌شماری بهیزکی یا وهیزکی نزد ستاره‌شناسان و موبدان زرتشتی کاربرد داشت. گاه‌شماری بهیزکی دقیق‌تر از سیار بود و برای جبران عقب‌افتادگی و مطابق نگاه داشتن گاه‌شماری به سال خورشیدی واقعی بکار می‌رفت؛ زیرا گاه‌شماری سیار هر چهار سال یک روز عقب می‌افتاد یعنی هر ۱۲۰ سال یک ماه. پس موبدان هر ۱۲۰ سال یک ماه به سال می‌افزودند از این رو نوروز تقریباً دوباره با نوروز نجومی (لحظه اعتدال بهاری) تطبیق می‌یافت.

در دوره اشکانی و ساسانی
پس از حمله اسکندر که منجر به سقوط شاهنشاهی هخامنشی و تسلط یونانیان بر ایران شد، سلوکیان بر سر کار آمدند و با رواج گاه‌شماری یونانی در ایران، گاه‌شماری زرتشتی از رسمیت افتاد و به دنبال آن در دوره اشکانیان اگر چه این تقویم در میان مردم رایج بود، ولی به دلیل بی‌دقتی در کبیسه‌گیری مورد استفاده قرار نگرفت و به تدریج به‌طور کلی مغشوش شد تا اینکه در دوره ساسانیان مجدداً زنده شد و سر و سامان گرفت.
شاهنشاهی ساسانی سیاست دینی را بر حمایت از دین زرتشت نهاد و بسیاری از مسائل دینی را احیا کرد. در نتیجه به منظور برقراری آیین‌های دینی و دقت و صحت هر چه بیشتر در اعمال فرایض دینی زرتشت، به سر و سامان دادن و اصلاحات اساسی در گاه‌شماری زرتشتی پرداخت. به دنبال این روند گاه‌شماری مزدیسنا در دوره ساسانی با حفظ خصوصیات دینی، تقویم رسمی، سیاسی، دینی و عمومی شاهنشاهی ایران شد و سرآغاز آن، تأسیس شاهنشاهی ساسانی در سال ۲۲۴ پس از میلاد همزمان با پادشاهی اردشیر پاپکان قرار گرفت و شاهان پس از او نیز همین روش را در پیش گرفتند. در دوره ساسانی معمولاً هر شاهنشاه ساسانی یا مبنای تقویم را سال «به شاهی رسیدن خود» می‌نهاده یا مبنا را بر مبنای گاه‌شماری دوره سلوکیان که با سال ۳۱۲ ق.م. آغاز می‌شده است می‌گذاشت. به عنوان مثال برای شمردن سالیان، گفته می‌شد 'سال سوم اردشیر'. این سنت تا آخرین شاه این دودمان، یزدگرد سوم برقرار بود.
این گاه‌شماری بر مبنای گاه‌شماری اوستایی نو بود و از همان سازوکار محاسبه، تقسیمات زمانی و نامگذاری بهره می‌برد. اما با اعمال سیستم ۳۶۵ روزه برای کبیسه‌گیری دقیق‌تر، روزهای دینی و جشن‌های زرتشتی که بر مبنای شمارش روزهای گاه‌شماری ۳۶۰ بود به هم ریخت و باعث سردرگمی در تعیین تاریخ دقیق آیین‌ها و جشن‌ها شد. این مشکل ناهمخوانی گاه‌شماری زرتشتی یا گاه‌شماری‌های دقیق نجومی تا امروز ادامه دارد و بسیاری از جشن‌های زرتشتی در دو تاریخ متفاوت برگزار می‌شوند.
هرمز یکم و یزدگرد سوم تلاش بسیاری برای سامان دهی این مشکل انجام دادند و اصلاحاتی روی گاه‌شماری کردند. تغییرات یزدگرد آخرین تغییرات این تقویم بود و در سال ۶۳۲ پس از میلاد، با به شاهی رسیدن یزدگرد سوم، این گاه‌شماری اصلاح شده به کار گرفته‌شد. اما این پادشاه آخرین پادشاه دودمان ساسانی بود و با سرنگونی ساسانیان و ورود اعراب مسلمان، گاه‌شماری تغییر یافت.

#### ویژگی‌ها
بعد از گذر سال‌های بسیار و بعد از این که ژولیوس سزار، در ۴۶ سال قبل از میلاد مسیح تقویم ۳۶۵ روزه را اعمال کرد، پادشاه ساسانی اردشیر بابکان از این ترکیب که توسط سزار به کار برده شده‌استقبال کرد و ۵ روز به تقویم ایرانی اضافه کرد. در واقع این دو تقویم، و بسیاری از تقویم‌های کنونی دنیا که ۳۶۵ روز در سال دارند، از تقویم مصری اشتقاق پیدا کردند.
هر روز سال برای زرتشتی‌ها اسم و رسمی داشت، و ۵ روز هم به نام روزهای گاتاها که قسمتی از اوستا است به تقویم اضافه شد، ولی به دلیل عقب و جلو شدن روزها مشکلاتی در نظم تقویم ایجاد شد. جشن‌ها و روزهای مهم سال با اضافه شدن این ۵ روز به هم ریخت و باعث سردرگمی مردم برای اجرای مراسم و جشن‌ها شد یه همین دلیل تا به امروز به دلیل این مشکل، بسیاری از جشن‌های زرتشتی در دو تاریخ متفاوت برگزار می‌شوند. هرمز یکم نوهٔ اردشیر بابکان و یزدگرد سوم تلاش‌های بسیاری برای سامان دهی این مشکل انجام دادند و تغییرات ایشان آخرین تغییرات این تقویم بود.
در سال ۶۳۲ بعد از میلاد مسیح پس از به قدرت رسیدن یزدگرد سوم دورهٔ جدید تقویم نگاشته شد.
روزهای سال را به‌طور مساوی به ۱۲ ماه ۳۰ روزه تقسیم می‌کنند و پنج روز اضافی را بعد از آخر ماه اسفند یا اول ماه فروردین می‌آورند، اسامی ۱۲ ماه همان اسامی سال شمسی امروزی است. ایرانیان قدیم، خرده ایام, یعنی تقریباً شش ساعت مانده از هر سال را با اعمال کبیسهای به نام بهیزک جبران می‌کردند، اما بعد از سقوط سلسله ساسانیان برخی از زرتشتیان دیگر کبیسه و بهیزک را در نظر نگرفتند و سال را تنها ۳۶۵ روز حساب کردند، در نتیجه اول فروردین ماه هر چهار سال [و به ندرت پنج سال] یک روز عقب می‌رود و نوروز حقیقی با زمان تحویل آفتاب در برج حمل برابر نمی‌شود و در یک دوره ۱۴۶۱ ساله دوباره به نقطه اول می‌رسد.

## جنگ‌های صلیبی و نهضت‌های شعوبیه

### گاهشماری خراجی
اسناد عصر شعوبیه خبر از وجود تقویم سومی غیر از تقویم آسوری و هجری اسلامی در میان ایرانیان می‌دهند. که گاه‌شماری خراجی بوده است.
تقویمی که بعد از انقراض سلسله ساسانی در نزد ایرانیانی که دین خود را حفظ کرده بودند و «رعیت یا مملوکِ» اهل ذمه بودند رایج شد تقویم یزدگردی نام گرفت. در دوره ساسانی سال آغاز پادشاهی هر شاه به عنوان سرآغاز سال‌شمار گاه‌شماری درمی‌آمد. به عنوان مثال برای شمردن سالیان، گفته می‌شد سال سوم اردشیر. این سنت تا آخرین شاه این دودمان، یزدگرد سوم برقرار بود. اما با کشته‌شدن او و سرنگونی شاهنشاهی ساسانی، چون شاه دیگری بر سر کار نیامد، تا امروز سالیان گاه‌شماری زرتشتی از آغاز شاهی یزدگرد شمرده می‌شود. برای همین گاه‌شماری یزدگردی نام گرفته است.
در آغاز حمله صلیبیون گاهی برخی شاهک‌نشین‌ها (امیرنشین) از پرداخت مالیات سر باز می‌زند که منجر به شورش منطقه‌ای می‌شد. در تاریخ اسلام به این نهضت‌ها بر علیه امیرالمؤمنین خلیفه نهضت‌های شعوبیه می‌گفتند. در این دوره از یک گاه‌شماری پر رمز و راز با نام‌های سه‌گانه گاه‌شماری بیزانسی-آسوری-عبری استفاده می‌شده که مقدمات تهیه گاه‌شماری عبری امروزی بوده است. کار تهیه این تقویم بسیار دشوار بوده است چون تنها تقویم خورشیدی-مهی است که مورد تأیید همه مردمان منطقه است. در میان درگیری‌های شعوبیه در کشور دو گاه‌شماری سریانی و خراجی که نهایتاً یزدگردی نام گرفت نیز رایج گشت.
در آغاز جنگ‌های صلیبی در منطقه درگیری‌هایی به منظور ترجمه متون پهلوی به سریانی و عربی صورت گرفت که اسناد آن موجود نیست. چون صلیبیون از اطراف رسیده، در نهضت ترجمهٔ متون پهلوی خط سریانی را جایگزین خط پهلوی کردند و به تعریب و اعجام آن پرداختند، پس هیچ متنی از قلم نیفتاد. در نتیجه به نام تقویم سریانی بود و به کام باستان‌شناسی تواریخ صلح رومی. در جریان جنگ‌های صلیبی شاهک تسلیم شده (امیر الرعایا) می‌بایست بیعت خود با امیرالمؤمنین خلیفه را با بوسیدن دست او نشان می‌داد؛ بنابراین خراج سالانه نیز تابع بیعت شاهک نشین (امیرنشین) با خلفیه بغداد یا استانبول بود.
این تقویم برای ایرانیان هند، پاکستان و ایران جهت استفاده در مراسلات و مکاتباتشان استفاده می‌شد. از آنجا که این تقویم ادامه تقویم فرس قدیم و مزدیسنا است، تاریخچه پیدایش آن از اسطوره‌های ملی ایران سرچشمه می‌گیرد. برخی آن را به هوشنگ شاه پیشدادی و برخی دیگر به جمشید شاه نسبت داده‌اند. همچنان که در تقویم یزدگردی نیز بعضی‌ها سال جلوس و برخی سال مرگ پادشاه را مبدأ قرار داده‌اند. در کنار تقویم هجری قمری که تقویم آیینی خلافت اسلامی بود، دولت‌داران ایرانی دنبال تقویم تیول‌داری خود بودند. به همین دلیل پس از غلبه اسلام هم اصلاحیه‌های مداوم بر تقویم معجَمه خورشیدی ادامه یافت. در تداول شاعران پارسی گوی نام ماه‌های پارسیان باستان (فروردین، اردیبهشت، خرداد و…) بسیار آمده که نشان می‌دهد تقویم جلالی حکومتی نبوده اما بومی و دولتی بوده و یک نوزاییِ نام گردش ماه (مانگه) پیرامون ایزدبانوان دیانت زرتشتی (آناهیته و میتره) بوده است.

### گاه‌شماری جلالی (یزدگردی)
گاه‌شماری یزدگردی نامی بود که اعراب آن را به خاطر انتساب آن به پادشاه ضد خلیفه خود نمی‌پسندیدند. به همین دلیل نام جلال‌الدین ملک‌شاه را روی آن گذاشتند که یک خشترپاون (کشوربان) صلیبیِ اسلام‌پناه و یک غازی مجاهد بوده است. این حدود ۴۰۰ سال بعد از فتح ایران به وسیله اعراب بود، جلال الدین ملکشاه سلجوقی به قدرت رسید و در زمان وی ایران به بزرگ‌ترین اندازهٔ خودش بعد از اسلام رسید. ملکشاه از افراد کارآمد و لایقی مثل خواجه نظام الملک طوسی و عمر خیام در پیشبرد مسائل استفاده می‌کرد. در تاریخ ۳ رمضان ۴۷۱ هجری قمری، زیر نظر منجمین و ریاضیدان‌های مجرب، تقویم جلالی در ایران، تنظیم شد که مبدأ آن نیز ۹ محرم ۴۷۱ هجری قمری قراردادی می‌باشد.
امروز طلبه‌گان آموزش عالی اصرار دارند بین تقویم یزدگردی و تقویم جلالی تفاوت‌گذاری کنند. رفع تناقض میان این دو در گرو این است که تیول‌دارِ خراج‌گذار، پیرو آیین زرتشت بوده، یا محتسب خلیفه، یا شهربانی آشوبگر (شوخ‌چَشم) متعلق به تحرکات شعوبیه که شریعت و طریقت او از نگاه باریک‌بینان بازهم به تازگی در مسیر موشکافی قرار گرفته. این احتمال دور از ذهن نیست که تقویم جلالی یک کار ساده اولیه بوده باشد و همه آن چیزی که به دوره پادشاهی ملکشاه نسبت داده می‌شود در آن مدت کوتاه بعید است رخ داده باشد. در عوض محتمل‌تر است که توسط روشن‌ضمیران خانقاه‌های گورکانی و طلبه‌های تقیه‌گرا و میهن‌پرست صدریه‌های صفوی به انجام خود رسیده باشد؛ چون این گاه‌شمار همیشه در چشم و همچشمی و رقابت با گاه‌شمار سریانی-بیزانسی-ژولینی (به دعوی در برگیرنده هر سه اقنوم) بوده است دلیل ثانی اینکه تا این پایه دقت علمی در محاسبه تقویم و کبیسه، در همان آغاز جنگ صلیبی یکم (۱۰۹۲ م)، هرگز نمونه و نظیر و شاهد ندارد و بلکه از نظر علمی بیشتر شکاکیت زاست تا راه‌گشا.
در اثبات و سَلب نام نهادن دو نام یزدگردی یا جلالی، برای این تقویم از پنج مغالطه زیر استفاده می‌کنند: مغالطهٔ دروغ، مغالطهٔ تحریف واقعیت، مغالطهٔ تکرار، مغالطهٔ علت شمردن مقارن، مغالطهٔ قمارباز.
در کتاب تاریخ طبری آمده است که، نصاری‌ها روزگار اسکندر ذوالقرنین را مبدأ تاریخ کرده‌اند و تاکنون تاریخشان همانست. ولی پارسیان مبدأ تاریخ از شاهان خویش داشتند و دوران یزدگرد پسر شهریار را آغاز تاریخ دارند زیرا وی آخرین پادشاه آنها بود که پادشاهی بابل و مشرق داشت.

### گاه‌شماری تشریعی (آشوری و هجری اسلامی)
در بین‌النهرین باستان از گاه‌شماری آسوری به عنوان منابع استخراج گاه‌شماری عبری استفاده می‌شده. که همچنین در سرتاسر قرون وسطی ادامه داشت. در صدر اسلام مجادله صلیبیون و مسلمانان در تاریخ آغاز گشت. با آغاز جنگ‌های صلیبی خلفا در نهاد خلافت، گاه‌شمارهای آیینی خود را داشتند که ماهیتی حکومتی نیز التصاق به آن داشت. برای تشریع و قانونی کردن خراج‌گذاری و دست‌گذاری امیرنشینان بومی که تنها اختصاص به ایرانشهر آشوری مشهور به «ایالت جبال» نبود بلکه شامل سایر امیرنشینان آن خلافت بزرگ هم بود؛ و همچنین تعیین زمان سفر حج و زمان ماه روزه گرفتن نیاز به تنظیم سال‌شماری بود. یک اشتباه مصطلح و متداول و التقاط که در این عصر در متون صلیبیون دیده می‌شود استفاده از نام تقویم رومی به عنوان گاه‌شماری آشوریان و ژولینی در کشور بوده است. این اشتباه مصطلح که به تشبیه بسیار به سپردن قافله‌های قرون وسطایی به راهزنان به جای نشان دادن ستاره قطبی می‌ماند، امروز خود ظرف نقد فرهنگیان و ادیبان است. و در تصحیح متون هیچ یادکردی از آن نمی‌شود، خیلی ساده می‌شود برای رعایت ارجاع علمی مخصوصاً در تصحیح‌ها یا دایرة المعارف‌های اینچنینی از دو یا سه یا چند نام برای آن استفاده کرد.
این یک التقاط کلامی است که حتی اصلاحگران مشروطه هم تلاشی در جهت تصحیح آن نکردند که هیج به این التقاط رونقی دوباره بخشیدند و هنوز در متون یادگار آنها این افکار التقاطی یافت می‌شود. و این قبیل تمدن‌سازی‌های خائنانه قبلاً مورد اشاره آیت الله مطهری بوده است. و به ادبیات سواد مقاومت (سپاه دانش) منسوب است.
گاه‌شماری آشوری یک گاه‌شماری خورشیدی بود، اما به همراه گاه‌شماری شمسی-قمری عبری منشأ تدوین گاه‌شماری قمری اسلامی بوده است. با اشغال ایران توسط اعراب تقویم هجری قمری تهیه شد. برای سال‌ها تقویم رسمی کشور، تقویم عربی-اسلامی-قمری بود که ماه‌های عربی داشت و مبدأ آن هجرت پیغمبر اسلام از مکه به مدینه بود. در شعر شاعران پارسی‌گوی نام ماه‌های قمری آمده، که نشان از دیوانی و حکومتی بودن این تقویم دارد.

## عصر مجاهدین مشروطه

### گاه‌شماری بروجی (تنجیم آماتوری گاهشماری)
همزمان با استفاده روحانیون از تقویم اسلامی به صورت حکومتی و برچیدن نهاد خلافت عثمانی، در عصر واگذاری ایالات به افغانستان و روسیه، در کنار تقویم اسلامی، برای محاسبات سالیانه ارزاق، درعوض، تقویم جلالی مورد استفاده محتسبان تیولدار بود. به منظور تنجیم آماتوری تقویم جلالی قدیم، تجددطلبان عصر ناصری در پایتخت و دارالفنون در صدد عوام‌سالار نمودن تقویم پارینه بودند، میرزا عبدالغفار نجم‌الدوله دبیر انجمن سلطنتی نجوم دارالفنون در سال ۱۲۲۶ ه‍.ش از نام بروج فلکی (حَمَل، ثَور، جَوزا و…) برای تقویم ایرانی استفاده کرد، که اساس آن اخترشناسی آماتوری بود. حدود ۶۴ سال برای محاسبات مالیات و نفوس ایالات فوق از تقویم برجی استفاده می‌شد اما تصویب‌نامه انجمنی نداشت. این تقویم در دوره دوم مجلس شورای ملی ایران در ۲۱ صفر ۱۳۲۹ هجری قمری، برابر با ۱ اسفند (حوت) ۱۲۸۹ هجری خورشیدی، به عنوان مقیاس رسمی زمان محاسبات مالی کشور پذیرفته شد. به مدت ۱۵ سال دیگر تقویم رسمی کشور بود و مورد استفاده مجاهدین و مشروطه خواهان قرار گرفت. در ۱۳۰۴ این تقویم دیگر رسمیت نداشت.

### گاه‌شماری هجری خورشیدی
بعد از گذشت حدوداً ۹۰۰ سال از اولین تدوین تقویم جلالی، با تصویب مجلس شورای ملی در ۱۱ فروردین ۱۳۰۴، گاه‌شماری هجری خورشیدی تغییراتی کرد. (به عنوان مثال تعداد روزهای هر ماه از حالت نامنظم داشتن ۲۹ الی ۳۲ روز درآمد) و این ویرایش به عنوان تقویم رسمی کشور اعلام شد و تا به امروز در ایران استفاده می‌شود.

### گاه‌شماری شاهنشاهی
تقویم شاهنشاهی در زمان سلطنت محمدرضاشاه پهلوی بر پایه تقویم هجری خورشیدی رسمی ایران مصوب سال ۱۳۰۴ در مجلس شورای ملی که اصلاحیه تقویم هجری خورشیدی جلالی تنظیم شده در زمان جلالدین ملکشاه سلجوقی بوده است، تنظیم گردیده و تمامی روزها و ماه‌های آن و حتی کبیسه بودن یا عادی بودن سال نیز همانند سال خورشیدی رسمی ایران است. تنها تفاوت آن در این امر است که مبدأ تاریخی آن نوروز سال تشکیل حکومت شاهنشاهی هخامنشی توسط کوروش بزرگ در ایران است البته فرض شده که ۲۵۰۰ سال بعد از آن دقیقاً منطبق با سال ۱۳۲۰ هجری خورشیدی یا همان سال به تخت نشستن محمد رضا پهلوی باشد. به این ترتیب با اعلام دو رقم آخر به عنوان اختصار، تعداد سال‌های پادشاهی وی اعلام می‌شد. طبق این تقویم سال ۱۳۵۵ هجری خورشیدی که بر اساس رأی مجلس شورای ملی و مجلس سنای کشور پادشاهی ایران این تقویم، تقویم رسمی ایران می‌شود، که برابر با سال۲۵۳۵ پادشاهی بوده است. این تقویم بعد از پیروزی کودتای ۵۷ در ایران منسوخ شد.

### گاه‌شماری رسمی ایرانو اصل ۱۷ قانون اساسی
تقویم رسمی ایران هجری خورشیدی است با اسامی ماه‌های ایرانی که پایه و اساس سالشمار آن تقویم جلالی محسوب می‌شود. ضمناً تقویم هجری قمری هم برای امور مذهبی مورد توجه می‌باشد و همین‌طور تقویم میلادی نیز بنا بر ضرورت مورد توجه قرار دارد.
اصل ۱۷: مبدأ تاریخ رسمی کشور، هجرت پیامبر اسلام است و تاریخ هجری خورشیدی و هجری قمری هر دو معتبر است، اما مبنای کار ادارات دولتی هجری خورشیدی است.